# Felice Varini

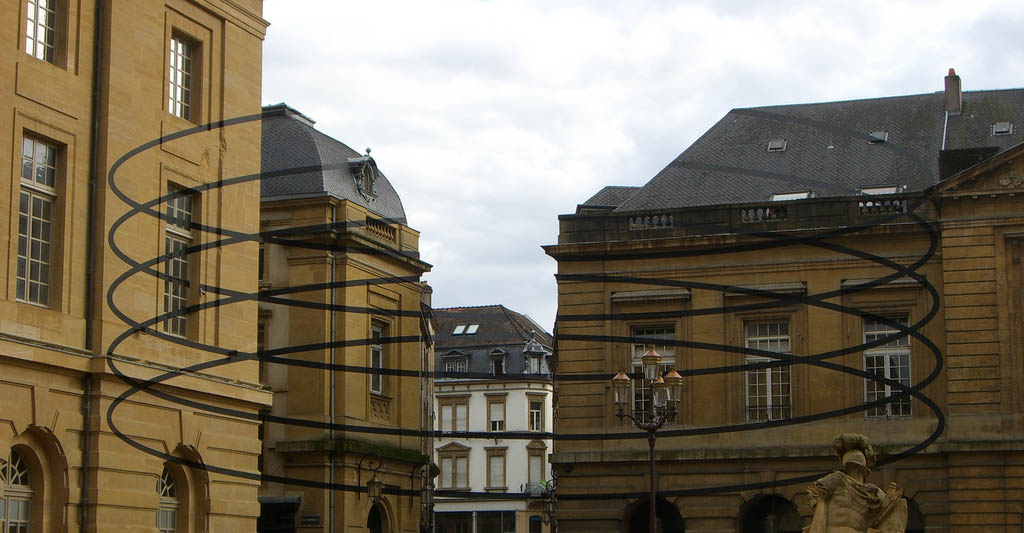
5 offene Ellipsen (2009) in Metz

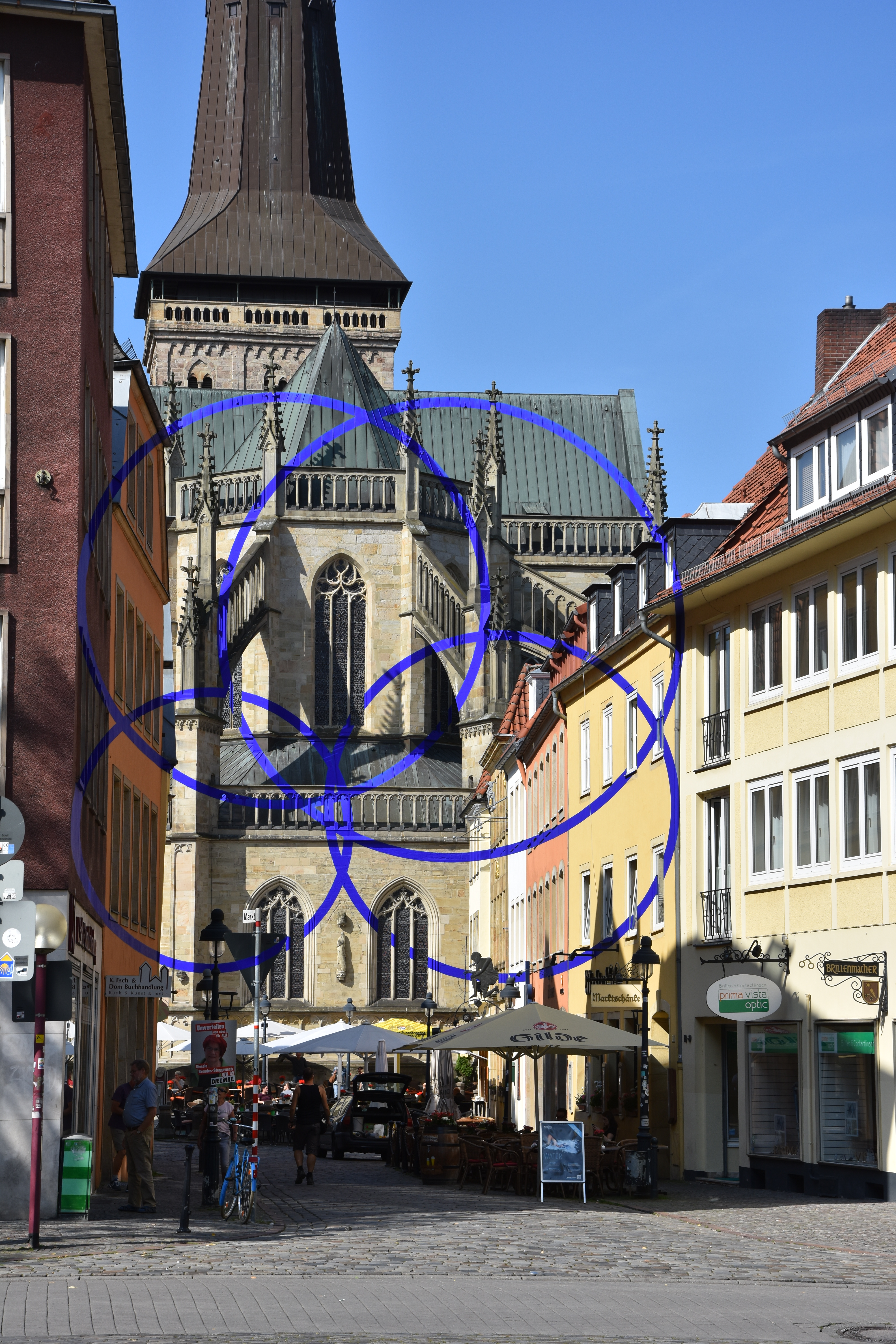
Vier blaue Kreise (2017), Marienkirche Osnabrück

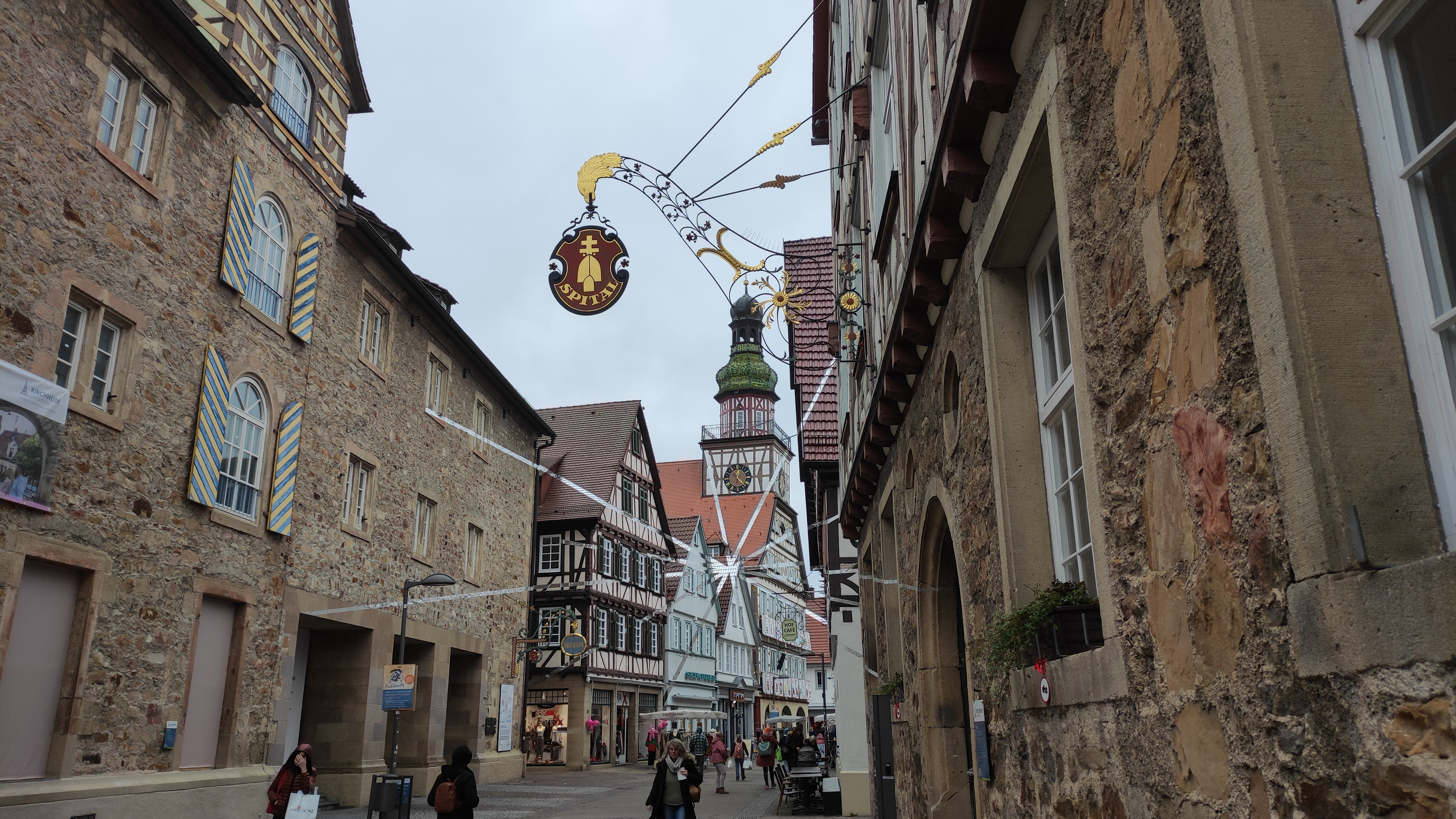
Zwölf Punkte für sechs Geraden (2022) in Kirchheim-Teck

Felice Varini (* 1952 in Locarno) ist ein Schweizer bildender Künstler. Seit 1980 lebt und arbeitet er in Paris.

## Werk
Varini ist ein Maler, der, ähnlich wie ein Installationskünstler, vorhandene Architektur als Hintergrund nutzt. Er erschafft sowohl Kunstwerke innerhalb eines Gebäudes als auch aus mehreren Gebäuden zusammengesetzte. Von einem von ihm festgelegten Blickpunkt aus kann das Kunstwerk, das in der Regel geometrische Formen ergibt, in seiner Gesamtheit betrachtet werden; beim Verlassen dieses Punktes zerfällt es in seine Fragmente.
Varinis Werke waren in über 50 Einzelausstellungen in Europa, den USA, Asien und Australien und in zahlreichen Kollektivausstellungen zu sehen. In über 20 Städten gestaltete er Gebäude im öffentlichen Raum. Die im Jahr 2017 in Osnabrück gezeigte Installation „Vier blaue Kreise“ bezieht sich auf das Jubiläum der Reformation. Im Winter 2022 wurde in der historischen Altstadt von Kirchheim unter Teck die Installation „Zwölf Punkte für sechs Geraden“ gezeigt.
Im Jahr 2000 wurde Varini für den Prix Marcel Duchamp nominiert. 2013 stellte er im Zentrum für zeitgenössische Kunst La Maréchalerie aus und leitete einen Workshop an der École Nationale Supérieure d’Architecture de Versailles.